# Koreakia
Districtul autonom Koriakia (rusă Корякский автономный округ – Koreakski avtonomnîi okrug), sau simplu Koriakia, a fost până la 1 iulie 2007 un subiect federal al Rusiei, care în urma unei decizii bazate pe un referendum a fost unit cu Regiunea Kamceatka, formând împreună o nouă diviziune administrativă, Ținutul Kamceatka.

## Date geografice
Koriakia ocupa jumătatea de nord a peninsulei Kamceatka situată între Marea Ohotsk și Marea Bering. Cuprindea regiunea munților Koriaki de pe continentul rusesc și insula Karaghinski situată la est.

## Populație

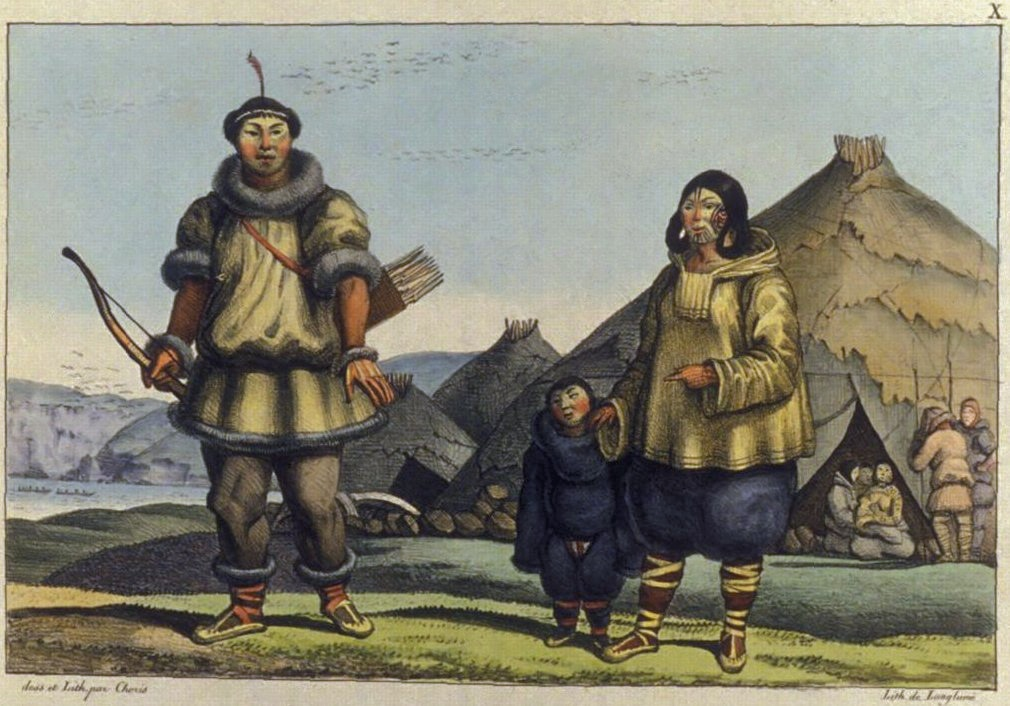
Ciucuți (1816)

Regiunea a avut o populație cu o densitate mică, compusă din popoare indigene:
- koriaki 37,5%
- ciukuți 4 %
- itelmeri 3 %
- eveni 2 %

la care s-au adăugat popoarele venite de pe continent:
- ruși 39,6 %
- belaruși 1,9%
- ucraineni  6 %

Orașele regiunii au fost capitala regiunii Palana (rusă Палана) (3.910 loc.) și orașul Osora (rusă Оссора) (2.288 loc.).

## Economie
Principalele ramuri economice au fost reprezentate prin industria peștelui, cea a lemnului și creșterea renilor. Teritoriul este bogat în zăcăminte precum platina.